# Sveučilište Yale
Yaleovo sveučilište ili Sveučilište Yale (eng. Yale University), privatno je sveučilište u New Havenu u američkoj saveznoj državi Connecticutu, nazvano po Elihuu Yaleu.
Osnovano je 1701. kao Collegiate School i treća je najstarija visokoškolska ustanova u SAD.

## Vanjske poveznice
|  | Zajednički poslužitelj ima stranicu o temi Sveučilište Yale |